# Nonsuch Island
Nonsuch Island, früher Nonesuch Island genannt, ist eine kleine Insel im Nordosten der westatlantischen Inselgruppe Bermuda. Das Eiland liegt zwischen der Südwestspitze von Saint David’s Island und Castle Island und bildet das nordöstlichste Glied der bermudischen Castle Islands.

## Geographie
Die halbmondförmige Insel mit einer Landfläche von ungefähr 0,05 km² ist dicht bewachsen und ragt an den höchsten Stellen maximal 16 Meter über den Meeresspiegel hinaus. Sie grenzt westlich an die bermudische Naturbucht Castle Harbour und östlich an das offene Meer des Westatlantiks.

## Geschichte
Die Insel wurde (vermutlich) bereits im Zuge der Erstbesiedlung von Bermuda (1612) durch die Engländer entdeckt. Erst 1865 errichtete man hier eine Quarantäne-Station für an Gelbfieber Erkrankte. Die Quarantäne-Station ist heute nicht mehr in Betrieb.

## Flora und Fauna
Auf Nonsuch Island, seit mehreren Jahren ein Naturreservat, finden sich unter anderem Brutkolonien der (seltenen) Bermuda-Sturmvögel (engl.: Cahow), des Nationalvogels von Bermuda.